# Rickson Gracie
Rickson Gracie (wym. /ˈʁiksõ ˈɡɾejsi/; ur. 20 listopada 1958 w Rio de Janeiro) – członek rodziny Gracie, syn Hélio Gracie, współtwórcy brazylijskiego jiu-jitsu (BJJ). Stoczył 11 udokumentowanych walk w formule MMA. Zwycięzca prestiżowych Japan Vale Tudo Open 1994 i 1995. Posiada kilka akademii BJJ w Kalifornii. Ma dwóch rodzonych braci Roriona i Relsona, a także dwóch przyrodnich Royce’a i Roylera.
W Polsce została wydana biografia Ricksona Gracie przez wydawnictwo Galaktyka, która nosi tytuł ,,Oddychaj. Życie w stanie flow". Znajdziemy tam nie tylko historię wojownika i klanu Gracie, przemyślenia o sportowym stylu życia, zdarzenia rodzinne  i przede wszystkim filozofię.

## Lista walk w MMA
11 zwycięstw (0 przez KO/TKO, 11 przez poddanie, 0 przez decyzję) – 0 porażka – 0 remisów – 0 no contest
| Wynik   | Bilans | Przeciwnik         | Rozstrzygnięcie                      | Data       | Runda | Czas            | Rozgrywki            |
| ------- | ------ | ------------------ | ------------------------------------ | ---------- | ----- | --------------- | -------------------- |
| Wygrana | 11-0   | Masakatsu Funaki   | Poddanie (duszenie zza pleców)       | 26.05.2000 | 1     | 12:49           | C2K: Koloseum        |
| Wygrana | 10-0   | Nobuhiko Takada    | Poddanie (dźwignia na staw łokciowy) | 11.10.1998 | 1     | 9:30            | Pride 4              |
| Wygrana | 9-0    | Nobuhiko Takada    | Poddanie (dźwignia na staw łokciowy) | 11.10.1997 | 1     | 4:47            | Pride 1              |
| Wygrana | 8-0    | Yuki Nakai         | Poddanie (duszenie zza pleców)       | 20.04.1995 | 1     | 6:22            | Vale Tudo Japan 1995 |
| Wygrana | 7-0    | Koichiro Kimura    | Poddanie (duszenie zza pleców)       | 20.04.1995 | 1     | 2:07            | Vale Tudo Japan 1995 |
| Wygrana | 6-0    | Yoshihisa Yamamoto | Poddanie (duszenie zza pleców)       | 20.04.1995 | 3     | 3:49            | Vale Tudo Japan 1995 |
| Wygrana | 5-0    | Bud Smith          | Poddanie (uderzenia)                 | 29.07.1994 | 1     | 0:39            | Vale Tudo Japan 1994 |
| Wygrana | 4-0    | Dave Levicki       | Poddanie (uderzenia)                 | 29.07.1994 | 1     | 2:40            | Vale Tudo Japan 1994 |
| Wygrana | 3-0    | Yoshinori Nishi    | Poddanie (duszenie zza pleców)       | 29.07.1994 | 1     | 2:52            | Vale Tudo Japan 1994 |
| Wygrana | 2-0    | Rei Zulu           | Poddanie (duszenie zza pleców)       | 01.01.1984 | 2     | Brak informacji | Brak informacji      |
| Wygrana | 1-0    | Rei Zulu           | Poddanie (duszenie zza pleców)       | 25.04.1980 | 1     | 11:55           | Brak informacji      |